# Moss Burmester
Moss James Burmester (Hastings, 19 giugno 1981) è un nuotatore neozelandese.

## Palmarès
- Mondiali in vasca corta

Shanghai 2006: argento nei 200m farfalla.
Manchester 2008: oro nei 200m farfalla.
- Giochi del Commonwealth

Melbourne 2006: oro nei 200m farfalla e bronzo nei 100m farfalla.